# Зелёная Роща (Оренбургская область)
Зелёная Ро́ща — село в Александровском районе Оренбургской области России. Административный центр Зелёнорощинского сельсовета.

## История
В 1958 году указом Президиума Верховного Совета РСФСР хутор 2-й Холодковский переименован в Зелёную Рощу.

## Население
| 2010 |
| ---- |
| 268  |

Проживают башкиры.

## Улицы
В селе имеются две улицы: Ленина и Мира.